# Mauser Karabiner 98k
Karabiner 98 Kurz (ili često skraćeno Kar98k ili K98k) je puška koja je bila prihvaćena kao standardna puška u pješaštvu Wehrmachta za vrijeme Drugog svjetskog rata. Razvila ju je tvrtka Mauser u kalibru 8 x 57 IS, tzv. Infanterie Spitzgeschoss.
Puška je lakša, pouzdanija i preciznija od američke M1 Garand, iako je M1 djelotvornija jer ima punjenje od 8 metaka, dok K98k ima punjenje od 5 metaka i treba repetirat. Po svojoj konstrukciji K-98 je klasična repetirka. Do kraja rata proizvedeno ih je preko 3 milijuna komada. Na osnovu K98k izrađivana je u bivšoj Jugoslaviji puška M48. 